# Triumph Adler Alphatronic P-30
Triumph Adler Alphatronic P-30 (Alphatronic P-30 / P-40) је професионални рачунар фирме Triumph Adler који је почео да се производи у Немачкој током 1984. године.
Користио је 8085 и 8088 микропроцесорску јединицу а RAM меморија рачунара је имала капацитет од 64  ?. 

## Детаљни подаци
Детаљнији подаци о рачунару Alphatronic P-30 су дати у табели испод.
|                       |                                                                              |
| [ 1 ]                 |                                                                              |
| Произвођач            |                                                                              |
| Тип                   | професионални рачунар                                                        |
| Меморија              | 64 ?                                                                         |
| Поријекло             | Њемачка                                                                      |
| Година                | 1984                                                                         |
| Тастатура             | тастатура са пуним помаком тастера, са одвојеним едит и нумеричким секцијама |
| Процесор              | 8088                                                                         |
| Фреквенција процесора | 8085 на 3 MHz, 8088 на 5                                                        |
| RAM                   | 64 ?                                                                         |
| ROM                   | 6                                                                            |
| Текст                 | 80 x 36 ?                                                                    |
| Графика               | Нема                                                                         |
| Боја                  | не                                                                           |
| Звук                  | мали звучник ?                                                               |
| Димензије             | непознато                                                                    |
| Портови               |                                                                              |
| Оперативни систем     |                                                                              |